# Жека дотер
Шульман Евгений Максимович 2009г рождения величайший дотер в великом новгороде родился в безумно богатой семье сейчас проживает в новгороде, проводит в доте все свое свободное время планирует стать милионером но пока ток бабушка дает ему милионы так же имеет 30 тир на арк вардене планирует стать мейнером ландруида и апнуть на нем 30 тир в будущем евгений будет жить в спб а пока он отбывает свою молодость в великом новгороде как бы он этого не хотел так же он ходил на тусовки по репосту где искал себе похожих (геев, реданов, неформалов афроамериканцев)